# 오스카르 루이스
오스카르 훌리안 루이스 아코스타(Óscar Julián Ruiz Acosta, 1969년 11월 1일~)는 콜롬비아의 축구 심판으로, 변호사를 겸하고 있다.
그는 1995년 1월 1일에 축구 심판으로 활동하기 시작했으며, 같은 해 7월 12일에 열린 파라과이와 베네수엘라의 경기에서 처음으로 국제 심판으로 활동하였다.
그는 2002년 FIFA 월드컵에서 대한민국과 폴란드, 터키와 중화인민공화국의 조별 예선 두 경기, 세네갈과 터키의 8강전 경기의 주심을 맡았으며, 2006년 FIFA 월드컵에서 네덜란드와 코트디부아르의 조별 예선 경기의 주심을 맡았다. 또한 그는 2010년 FIFA 월드컵에서 그리스와 나이지리아, 프랑스와 남아프리카 공화국의 조별 예선 두 경기의 주심을 맡기도 하였다.

## 주요 활동 경력
- 1999년 FIFA 컨페더레이션스컵: 멕시코와 사우디아라비아, 멕시코와 볼리비아의 조별 예선 두 경기, 브라질과 사우디아라비아의 준결승전 경기
- 2001년 FIFA 컨페더레이션스컵: 대한민국과 오스트레일리아의 조별 예선 경기
- 2002년 FIFA 월드컵: 대한민국과 폴란드, 터키와 중화인민공화국의 조별 예선 두 경기, 세네갈과 터키의 8강전 경기
- 2003년 FIFA 세계 청소년 축구 선수권 대회: 말리와 스페인, 아랍에미리트와 부르키나파소의 조별 예선 두 경기, 미국과 코트디부아르의 16강전 경기, 일본과 브라질의 8강전 경기
- 2004년 코파 아메리카: 코스타리카와 파라과이의 조별 예선 경기, 멕시코와 브라질의 8강전 경기
- 2005년 FIFA 세계 청소년 축구 선수권 대회: 네덜란드와 일본, 미국과 독일, 나이지리아와 스위스의 조별 예선 세 경기
- 2005년 FIFA U-17 세계 축구 선수권 대회: 페루와 중화인민공화국, 미국과 코트디부아르의 조별 예선 두 경기
- 2006년 FIFA 월드컵: 네덜란드와 코트디부아르의 조별 예선 경기
- 2006년 FIFA 클럽 월드컵: 클럽 아메리카와 바르셀로나의 준결승전 경기
- 2007년 코파 아메리카: 에콰도르와 칠레의 조별 예선 경기, 우루과이와 브라질의 준결승전 경기
- 2010년 FIFA 월드컵: 그리스와 나이지리아, 프랑스와 남아프리카 공화국의 조별 예선 두 경기